# Capnella lacertiliensis
Capnella lacertiliensis är en korallart som beskrevs av Macfadyen. Capnella lacertiliensis ingår i släktet Capnella och familjen Nephtheidae. Inga underarter finns listade i Catalogue of Life.